# Neper
Neper (oznaka Np) je enota za razmerje dveh vrednosti. Ne pripada sistemu SI, čeprav se lahko uporablja skupaj z enotami sistema SI. Enota nima razsežnosti. Uporablja se za prikazovanje velikosti različnih izgub ali ojačanj. Enota je podobna decibelu. Neper se bolj pogosto uporablja za prikazovanje razmerij napetosti in tokov ter pritiskov, decibel pa se bolj pogosto uporablja za prikaz razmerij med močmi.
Imenuje se po škotskem matematiku in teologu Johnu Napierju (1550 – 1617), ki je imel vzdevek Neper. 

## Definicija
{\displaystyle L_{Np}=\ln {\frac {x_{1}}{x_{2}}}=\ln x_{1}-\ln x_{2}.\,}
kjer je 
- {\displaystyle x_{1}\,} prva vrednost količine, ki jo opazujemo
- {\displaystyle x_{2}\,} druga vrednost količine, ki jo opazujemo
- {\displaystyle ln\,} naravni logaritem.

Neper je določen kot naravni logaritem dveh vrednosti. Če hočemo uporabiti desetiški logaritem, uporabimo povezavo med naravnim in desetiškim logaritmom:
{\displaystyle ln(x)=log(x)\cdot ln(10),}
kjer je 
- {\displaystyle log\,} desetiški logaritem (logaritem z osnovo 10)

Tako lahko pretvarjamo iz neprov v decibele:
{\displaystyle 1\ {\mbox{Np}}={\frac {20}{\ln 10}}\ {\mbox{dB}}=20\log _{10}e\ {\mbox{dB}}\approx 8{,}685889638\ {\mbox{dB}}\,}
in obratno (iz decibelov v nepre)
{\displaystyle 1\ {\mbox{dB}}={\frac {\ln 10}{20}}\ {\mbox{Np}}={\frac {1}{20\log _{10}e}}\ {\mbox{Np}}\approx 0{,}115129254\ {\mbox{Np}}.\,}